# 腺毛莓
腺毛莓（学名：Rubus adenophorus）为蔷薇科悬钩子属的植物，是中国的特有植物。分布在中国大陆的湖南、贵州、浙江、湖北、广西、福建、广东、江西等地，生长于海拔300米至1,400米的地区，多生于疏林润湿处、山谷、山地和林缘，目前尚未由人工引种栽培。